# Joyce Conde
Joyce Conde (Cajamarca, 8 de septiembre de 1991) es un futbolista peruano. Juega como delantero y su equipo actual es Unión Santo Domingo de la Liga 3 de Perú. Tiene 33 años.

## Trayectoria
Durante el año 2006 Joyce Conde participó con el equipo sub-20 del Club Universitario de Deportes en el torneo de la categoría organizado por la Asociación Deportiva de Fútbol Profesional. En el 2009 fue promovido al primer equipo de Universitario, debutando oficialmente en primera división el 9 de mayo de 2009, en la victoria de la «U» por 4-1 sobre el Sport Huancayo en el Estadio Monumental. Formó parte del equipo de Universitario de Deportes sub-20 que conquistó la Copa Libertadores Sub-20 de 2011 realizada en el Perú.

## Clubes
| Club                      | País | Año       |
| ------------------------- | ---- | --------- |
| Universitario de Deportes | Perú | 2008-2011 |
| Universidad César Vallejo | Perú | 2012      |
| Walter Ormeño             | Perú | 2013      |
| Real Garcilaso            | Perú | 2013      |
| Atlético Torino           | Perú | 2014      |
| Unión Deportivo Chepito   | Perú | 2015      |
| Escuela Piuranitos        | Perú | 2015      |
| Unión Huaral              | Perú | 2015      |
| Sport Rosario             | Perú | 2016      |
| Alfonso Ugarte            | Perú | 2017      |
| Alianza Universidad       | Perú | 2018-2021 |
| Alianza Atlético          | Perú | 2022      |
| Sport Boys                | Perú | 2023      |
| Unión Huaral              | Perú | 2024      |
| Unión Santo Domingo       | Perú | 2025 -    |

## Palmarés

### Campeonatos nacionales
| Título                    | Club                      | País | Año  |
| ------------------------- | ------------------------- | ---- | ---- |
| Primera División del Perú | Universitario de Deportes | Perú | 2009 |
| Copa Perú                 | Sport Rosario             | Perú | 2016 |

### Copas internacionales
| Título                   | Club                      | País | Año  |
| ------------------------ | ------------------------- | ---- | ---- |
| Copa Libertadores Sub-20 | Universitario de Deportes | Perú | 2011 |

### Distinciones individuales
| Distinción                                        | Año  |
| ------------------------------------------------- | ---- |
| Máximo asistidor del Torneo Clausura de la Liga 1 | 2019 |